# Compulsion Games
Compulsion Games Inc. — канадская компания-разработчик компьютерных игр, расположенная в Монреале, входящая в состав Xbox Game Studios. Основана в 2009 году Гийомом Прово, ранее работавшим в Arkane Studios. Студия известна разработкой головоломки-платформера Contrast и survival horror игры We Happy Few.

## История
Compulsion Games — канадская компания-разработчик компьютерных игр, расположенная в Монреале. Основана в 2009 году Гийомом Прово, ранее работавшим в Arkane Studios. На начальном этапе для привлечения финансирования своего первого проекта студия участвовала в разработке сторонних игр, включая Darksiders, Dungeon & Dragons: Daggerdale и Arthur Christmas: Elf Run.
В 2018 году на выставке E3 корпорация Microsoft объявила о заключении соглашения о приобретении Compulsion Games, после чего студия вошла в состав Microsoft Studios (ныне Xbox Game Studios). На момент приобретения в компании работало 40 сотрудников. К октябрю 2021 года штат студии увеличился вдвое после выпуска We Happy Few. В это время компания вела разработку игры от третьего лица с упором на повествование, избегая при этом некоторых решений, использованных в We Happy Few, таких как элементы roguelike и выпуск в раннем доступе.
В июне 2023 года на Xbox Showcase студия представила South of Midnight — приключенческую игру от третьего лица, действие которой происходит в магической реальности американского Юга. Релиз состоялся 8 апреля 2025 года, менее чем за месяц общая аудитория игры превысила 1 млн пользователей.

## Игры
| Год  | Название          | Платформы                                                 | Разработчик | Примечание |
| ---- | ----------------- | --------------------------------------------------------- | ----------- | ---------- |
| 2013 | Contrast          | Windows, PlayStation 4, PlayStation 3, Xbox One, Xbox 360 |             |            |
| 2018 | We Happy Few      | Windows, PlayStation 4, Xbox One                          |             |            |
| 2025 | South of Midnight | Windows, Xbox Series X/S                                  |             |            |